# فورست إس. بيترسن
فورست إس. بيترسن (بالإنجليزية: Forrest S. Petersen)‏ هو ضابط أمريكي، ولد في 16 مايو 1922 في هولدريج في الولايات المتحدة، وتوفي في 8 ديسمبر 1990 في جورجتاون في الولايات المتحدة.